# The Girl Who Had Everything
The Girl Who Had Everything es una película de 1953 dirigida por Richard Thorpe y producida por Armande Deutsch para Metro-Goldwyn-Mayer. La película muestra a William Powell en su última película MGM y uno de sus últimos papeles antes de su jubilación. El guion fue escrito por Art Cohn sobre la obra de teatro de Willard Mack, basada en la novela A Free Soul de Adela Rogers St. Johns. La obra y la novela también sirvieron de inspiración para una adaptación cinematográfica llamada A Free Soul.

## Trama
Steve Latimer (William Powell) es un exitoso abogado que ha tratado de darle a su hija Jean (Elizabeth Taylor) todo lo que puede en vida. Ella decide dejar a su novio, el amable Vance Court (Gig Young), por Víctor Ramondi (Fernando Lamas), un peligroso libertino relacionado con la delincuencia al que Steve está representando.
Steve intenta advertir a Jean sobre Víctor, pero ella acepta su proposición de matrimonio.

## Elenco
| Actor            | Papel                  |
| ---------------- | ---------------------- |
| Elizabeth Taylor | Jean Latimer           |
| Fernando Lamas   | Victor Y. Raimondi     |
| William Powell   | Steve Latimer          |
| Gig Young        | Vance Court            |
| James Whitmore   | Charles "Chico" Menlow |
| William Walker   | Julian                 |